# Štrba (stacja kolejowa)
Štrba – stacja kolejowa w Szczyrbie, w kraju preszowskim, na Słowacji. Powstała w 1871 r. na budowanej wówczas historycznej linii Kolei Koszycko-Bogumińskiej.
Znajduje się w części gminy zwanej Tatranská Štrba, położonej ok. 3,5 km na północ od samej Szczyrby i dostępna jest od ulicy Železničnej, odchodzącej z I/18. Leży na samym Wielkim Europejskim Dziale Wodnym, na wysokości 900 m n.p.m., stanowiąc tym samym najwyżej położoną stację w sieci Železnice Slovenskej republiky (ŽSR), na której zatrzymują się pociągi ekspresowe. Bliżej centrum wsi na linii 180 znajduje się przystanek kolejowy Štrba zastávka.
Stacja położona w podtatrzańskiej wsi, będącej bramą wypadową w głąb Tatr, stanowi ważny węzeł komunikacyjny dla turystów odwiedzających te góry, ponieważ tutaj rozpoczyna się trasa kolei zębatej do Szczyrbskiego Jeziora.